# Желябужский, Афанасий Григорьевич
Афанасий Григорьевич Желябужский (?—1647) — московский дворянин, голова и воевода во времена правления Михаила Фёдоровича.
Сын дьяка Григория Фёдоровича Желябужского.

## Биография
Дворянин московский (1628). Воевода Сторожевого полка в Крапивне (1633). Сотенный голова в Торопце при размежевании земель (с 18 августа 1634). Воевода в Тульской Карташевской засеке (1635). Переписывал в Москве служилых людей для осадного времени (1638). Участвовал при встрече персидского посла (05 февраля 1639). Голова у татар в Серпухове (1640-1641). Царский посланец к донским казакам (1642). Второй воевода войска посланного (18 октября 1647) воевать калмыцкие улусы. За их покорение награждён кубками, шубами и придачей к поместному и денежному окладу (1644 и 1645). 
Умер († 1647). Имел сына, ясельничего Конюшенного приказа (1664-1667), думного дворянина (1676) и окольничего (1684) Ивана Афанасьевича Желябужского.